# Sibirocyba incerta
Genre
Espèce
Synonymes
- Tapinocyba incerta Kulczyński, 1916

Sibirocyba incerta, unique représentant du genre Sibirocyba, est une espèce d'araignées aranéomorphes de la famille des Linyphiidae.

## Distribution
Cette espèce est endémique de Russie. Elle se rencontre du Nord de l'Oural au Tchoukotka et jusqu'au Touva.

## Description
La carapace de la femelle holotype mesure 0,65 mm de long sur 0,52 mm et l'abdomen 1,15 mm de long sur 0,75 mm.
Les mâles mesurent de 1,45 à 1,55 mm et les femelles de 1,75 à 2,00 mm.

## Systématique et taxinomie
Cette espèce a été décrite sous le protonyme Tapinocyba incerta par Kulczyński en 1916. Elle est placée dans le genre Sibirocyba par Eskov et Marusik en 1994.

## Publications originales
- Kulczyński, 1916 : « Araneae Sibiriae occidentalis arcticae. » Mémoires de l’Académie Impériale des Sciences, sér. 8, vol. 28, no 11, p. 1-44.
- Eskov & Marusik, 1994 : « New data on the taxonomy and faunistics of North Asian linyphiid spiders (Aranei Linyphiidae). » Arthropoda Selecta, vol. 2, no 4, p. 41-79 (texte intégral).